# Aporum ferdinandii
Aporum ferdinandii é uma espécie de orquídea epífita de hábito pendente e flores pequenas, que habita a Nova Guiné.